# Thesmophora scopulosa
Thesmophora scopulosa är en tvåhjärtbladig växtart som beskrevs av J.P. Rourke. Thesmophora scopulosa ingår i släktet Thesmophora och familjen Stilbaceae. Inga underarter finns listade i Catalogue of Life.